# El Bordo (Salta)
El Bordo é um município da província de Salta, na Argentina.